# Elisa Leonida Zamfirescu
Elisa Leonida Zamfirescu (10 tháng 11 năm 1887 – 25 tháng 11 năm 1973) là một phụ nữ România được xem là nữ kỹ sư đầu tiên trong lịch sử khoa học trên thế giới, đã chiến thắng thành kiến với phụ nữ làm công tác khoa học và có đóng góp cho khoa học, nhất là trong nghiên cứu địa chất, khoáng sản và giảng dạy.

## Tiểu sử và gia đình
- Elisa sinh ngày 10/11/1887 tại Galaţi. Cha là Atanase Leonida - một sĩ quan cao cấp của quân đội, còn mẹ bà là Matilda Gill - con gái của một kỹ sư sinh ra ở Pháp.
- Ông bà Leonida sinh được 11 người con; trong đó có em gái là Adela Leonida làm bác sĩ khoa mắt sau là giám đốc bệnh viện "Vatra Luminoasă", anh trai Dimitrie Leonida là kỹ sư tốt nghiệp Học viện kĩ thuật Berlin và người sáng lập Bảo tàng của Kỹ thuật ở Bucharest, và anh Gheorghe Leonida là nhà điêu khắc có tiếng ở châu Âu thời đó.[3][4]

## Giáo dục
- Elisa học tiểu học ở Galaţi, sau đó trải qua bậc trung học ở Bucharest.
- Sau khi tốt nghiệp trung học, Elisa vào trường Bridges và Paths (đại học Cầu Đường) ở Bucharest (hiện nay là Đại học Bách khoa Bucaret), nhưng đã bị từ chối do định kiến về phụ nữ. Elisa đã rời quê hương để đến Berlin, và năm 1909 đã nhập học tại Đại học kĩ thuật Berlin, tốt nghiệp năm 1912. Tuy nhiên, trước lễ giao bằng, giám đốc của Học viện (hiệu trưởng) đã thuyết phục cô từ danh vì lí do "3K" (kirche, kinder, küche-church - theo tiếng Đức nghĩa là: nhà thờ, con cái và bếp núc).
- Người giám đốc phải đối mặt với một tình huống đầu tiên trong lịch sử của Học viện: chưa có ngoại lệ với phụ nữ được phong danh hiệu kĩ sư. Tuy nhiên, Elisa có kiến thức xuất sắc về toán học, vật lý và hóa học và thành thạo tiếng Đức. Bởi thế, Ban giám đốc cuối cùng đã chấp nhận.

## Sự nghiệp
- Sau khi được công nhận kĩ sư và có việc làm tại BASF ở Đức một thời gian, Elisa trở về quê hương, làm việc ở phòng thí nghiệm của Viện Địa chất Bucaret.
- Ít lâu sau, Chiến tranh Thế giới thứ nhất bùng nổ. Bà tham gia công tác ở Hội Chữ thập đỏ, đóng góp cho việc quản lý các bệnh viện dã chiến ở các vùng lân cận của Mărăşeşti. Ở mặt trận, bà đã gặp chàng kỹ sư Constantin Zamfirescu - em trai của nhà văn Rumani có tiếng thời đó là Duilio Zamfirescu. Họ kết hôn năm 1918. Sau này, hai người con gái của họ làm kĩ sư và giảng viên.
- Sau chiến tranh, bà trở lại tiếp tục công việc của mình tại Viện Địa chất, làm lãnh đạo một phòng thí nghiệm.
- Bà đã giới thiệu các kỹ thuật mới cho phân tích nước, khoáng sản và cũng tham gia nghiên cứu thực địa về nhận dạng và phân tích các nguồn tài nguyên mới cho Rumani, đóng góp chi nghiên cứu các nguồn tài nguyên mới thời đó như đá dầu, khí đốt tự nhiên, crôm, bauxite và đồng.
- Bà còn là giáo sư vật lý và hóa học ở trường "Pitar Moş" dành riêng cho nữ và trường Cơ điện Bucharest (anh trai Demetri lãnh đạo). Ở đây, bà không chỉ giảng dạy lí thuyết, mà còn chia sẻ kinh nghiệm trong lĩnh vực thành phần hóa học của các chất khoáng, dạy các phương pháp thích hợp nhất để phân tích và khai thác các kết quả.
- Bà đặc biệt quan tâm đến việc đào tạo và bồi dưỡng các nhà khoa học trẻ.
- Trong giới thiệu về bà tại Bảo tàng Địa chất Quốc gia Rumani có viết: "Bà quan tâm đến việc phân tích nước, khoáng chất, dầu, khí, than, đá, quặng và đã ký 85.000 bản tin phân tích trong số các kết quả xuất bản bởi Viện Địa chất".
- Bà chính thức nghỉ hưu vào ngày 1/5/1963 (lúc 75 tuổi). Bà mất ngày 25/11/1973 tại thủ đô Bucaret của Rumani.[4][5]

## Vinh danh
- Zamfirescu là thành viên phụ nữ đầu tiên của A.G.I.R. (Hiệp hội các kỹ sư Rumani).
- Một con phố ở Khu vực 1 của Bucharest mang tên bà.
- Bà là chủ đề của Google Doodle nhân sinh nhật và ngày 10 tháng 11 năm 2018.
- Hơn 1 thế kỷ sau, Elisa Leonida Zamfirescu vẫn luôn là một biểu tượng sự vươn lên của phụ nữ. Không chỉ là một nhà khoa học lỗi lạc, bà còn khơi dậy phong trào đấu tranh bình quyền cho một nửa xinh đẹp của thế giới ngày nay.